# Emil Zátopek
Emil Zátopek (19 tháng 9 năm 1922 - 22 tháng 11 năm 2000) là một vận động viên chạy đường dài của Tiệp Khắc, nổi tiếng qua việc giành ba huy chương vàng tại Thế vận hội Mùa hè 1952 ở Helsinki, Phần Lan. Ông đã giành được huy chương vàng đường chạy 5.000 mét và 10.000 mét, nhưng tấm huy chương thứ ba chỉ đến khi vào phút chót ông đã quyết định tham gia chạy marathon lần đầu tiên trong đời. Ông có biệt danh là "Đầu máy của Séc".
Năm 1954, Zátopek là người chạy đầu tiên phá vỡ mốc 29 phút trên đường chạy 10.000 mét. Ba năm trước đó, vào năm 1951, ông đã phá vỡ kỷ lục thời gian khi thi chạy 20 km. Ông được coi là một trong những vận động viên vĩ đại nhất của thế kỷ 20 và cũng được biết đến với phương pháp huấn luyện vô cùng hà khắc. Ông là người khởi xướng phương pháp "huấn luyện xen kẽ" và "huấn luyện thôi miên".
Tháng 2 năm 2013, tạp chí Runner's World Magazine đã chọn ông là Vận động viên điền kinh vĩ đại thứ hai mọi thời đại. Ông là người duy nhất giành được huy chương vàng 5.000 mét (24 tháng 7 năm 1952), 10.000 mét (20 tháng 7 năm 1952) và marathon (27 tháng 7 năm 1952) trong cùng một kỳ Thế vận hội.